# 카를 안톤 폰 호엔촐레른 공자

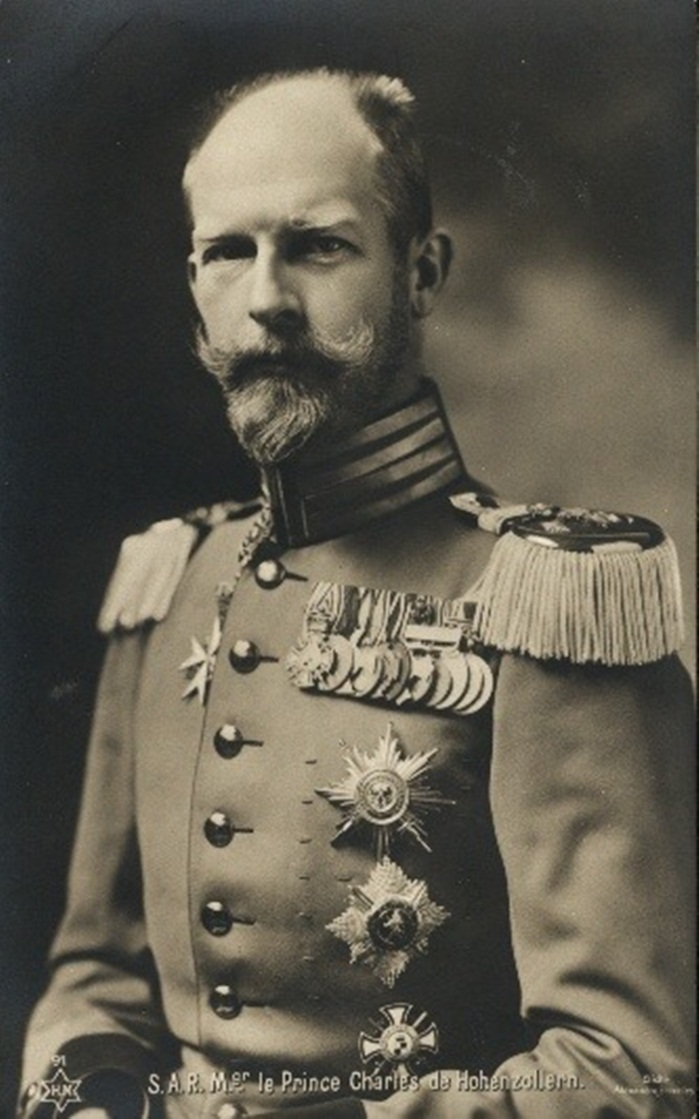
카를 안톤 폰 호엔촐레른 공자

카를 안톤 폰 호엔촐레른 공자(Prince Karl Anton of Hohenzollern, 1868년 9월 1일 ~ 1919년 2월 21일)는 호엔촐레른지크마링겐 후작 가문의 일원이었다. 카를 안톤은 레오폴트 폰 호엔촐레른 후작과 포르투갈 인판타 안토니아의 셋째이자 막내 아들이었다. 카를 안톤의 형들은 빌헬름 폰 호엔촐레른 공자와 루마니아의 페르디난트 1세였다.